# Zara Mahamat Yacoub
Zara Mahamat Yacoub es una directora de cine y periodista de Chad que trabajó en la radio y en la televisión de su país además de dirigir y producir películas.

## Actividad profesional
Yacoub tenía la idea de ser abogada pero cursó humanidades en la Universidad de Chad y, más adelante, estudió comunicaciones, especializándose en medios audiovisuales en el Institut national de l'audiovisuel en Bry-sur-Marne, Francia.
De vuelta en Chad, Yacoub trabajó como presentadora y periodista en la radio y después que se fundara la primera estación de televisión del país, Télé Tchad, pasó a laborar en ella dirigiendo la programación. Era la única mujer que trabajaba en la estación y, más adelante, fue nombrada gerente general de la Televisión Nacional de Chad. También trabajó como periodista para la estación de televisión de Sudáfrica, Channel Africa.
Durante varios años, Yacoub trabajó para la Asociación de Estaciones Privadas de Radio de Chad (Union des Radios Privées du Tchad, URPT). Por otra parte, dirigía la estación privada de radio Dja FM. Fue la primera mujer que fundó una radio independiente en el país. Declaró que las estaciones comunitarias de radio juegan un rol vital en el desarrollo de Chad, si bien no reciben un apoyo sustancial del gobierno.
Además de su labor en la televisión, Yacoub también produjo cortometrajes, generalmente del género documental, con su propia productora, Sud Cap Production, que fundara en 2001. Tanto en sus películas como fuera de las pantallas,  Yacoub por el desarrollo de los derechos humanos, en especial por el trato igualitario a las mujeres de Chad, lo que la ha hecho blanco de represión. Su filme Les enfants de la guerre es una película de ficción acerca de la pesadilla que sufrieron durante la guerra civil tres huérfanos de guerra, un niño y dos niñas; Les enfants de la rue es un documental sobre Oumar, el jefe de una banda de excluidos de la sociedad que roban para poder sobrevivir en la calle y su cortometraje Dilemme au féminin acerca de la mutilación genital femenina recoge los testimonios de líderes musulmanes y cristianos que explican su posición al respecto así como de médicos que describen las terribles consecuencias de esa práctica. Esta última película recibió premios en el extranjero y provocó fuertes controversias en el país. Hubo fuertes protestas y se pronunció contra la directora una fatwa debido a los desnudos y otros materiales cuestionados del filme.
En 2015 fue detenida a raíz de una disputa entre su familia y algunos comerciantes que querían comprar su casa y fue liberada después que intervinieron sus vecinos. Yacoub dirigió un curso de entrenamiento para la cobertura periodística de las elecciones de 2016, haciendo foco principalmente en las habilidades periodísticas así como en la  ética y conducta profesionales.

## Filmografía
Directora y guionista
- Dilemme au féminin (1994)
- Les Enfants de la rue (1995)
- La Jeunesse et l'emploi (1996)
- Les Enfants de la guerre (1996)
- Enfance confisquée (1999)
- Marad Al Ma Inda Daw(2002)